# Phaolô Trần Văn Hạnh
Phaolô Trần Văn Hạnh là giáo dân, tử vì đạo dưới triều vua Tự Đức, được Giáo hội Công giáo Rôma phong Hiển Thánh vào năm 1988. 
Ông sinh năm 1827 tại làng Tân Triều, Biên Hòa (nay thuộc xã Tân Bình, huyện Vĩnh Cửu, tỉnh Đồng Nai, thuộc Giáo phận Xuân Lộc). Ngày 6 tháng 1 năm 1833, vua Minh Mạng ban hành sắc chỉ cấm đạo. Gia đình ông chạy về giáo xứ Chợ Quán lánh nạn. Loạn lạc, đói khổ, ông trở thành giang hồ. Một hôm, ông ra tay cứu một phụ nữ bị ức hiếp, trấn lột tài sản nên bị tố cáo việc có đạo. Ông bị bắt, bị tra khảo và bị ghép tội theo giặc Tây. Ông phủ nhận việc theo giặc, chỉ nhận mình là người Công giáo. Ngày 28 tháng 5 năm 1859, ông bị trảm quyết tại Chí Hòa, khi mới 32 tuổi.